# Gymnelia semicincta
Gymnelia semicincta là một loài bướm đêm thuộc phân họ Arctiinae, họ Erebidae.